# Tratado Zúñiga-de la Espriella
El Tratado Zúñiga-de la Espriella fue un tratado de límites terrestres entre Costa Rica y Panamá, suscrito en 1938 en San José por el canciller costarricense Tobías Zúñiga Montúfar y el Ministro Plenipotenciario de Panamá en Costa Rica Francisco de la Espriella, durante el gobierno de León Cortés Castro en Costa Rica y Juan Demóstenes Arosemena en Panamá.
El tratado seguía, en la vertiente del Océano Pacífico, desde Punta Burica hasta Cerro Pando, la frontera definida por el Fallo Loubet de 1900 (línea Anderson-Porras), y en la vertiente del Mar Caribe, desde Cerro Pando hasta la desembocadura de la quebrada Gandoca, parte de la línea fijada en el Fallo White de 1914. El hecho de que según el convenio la región costera entre el río Sixaola y la quebrada Gandoca correspondiese a Panamá, hizo que la opinión pública costarricense lo adversara enconadamente, y el gobierno tuvo que retirarlo del conocimiento del Poder Legislativo.